# Collier’s Encyclopedia

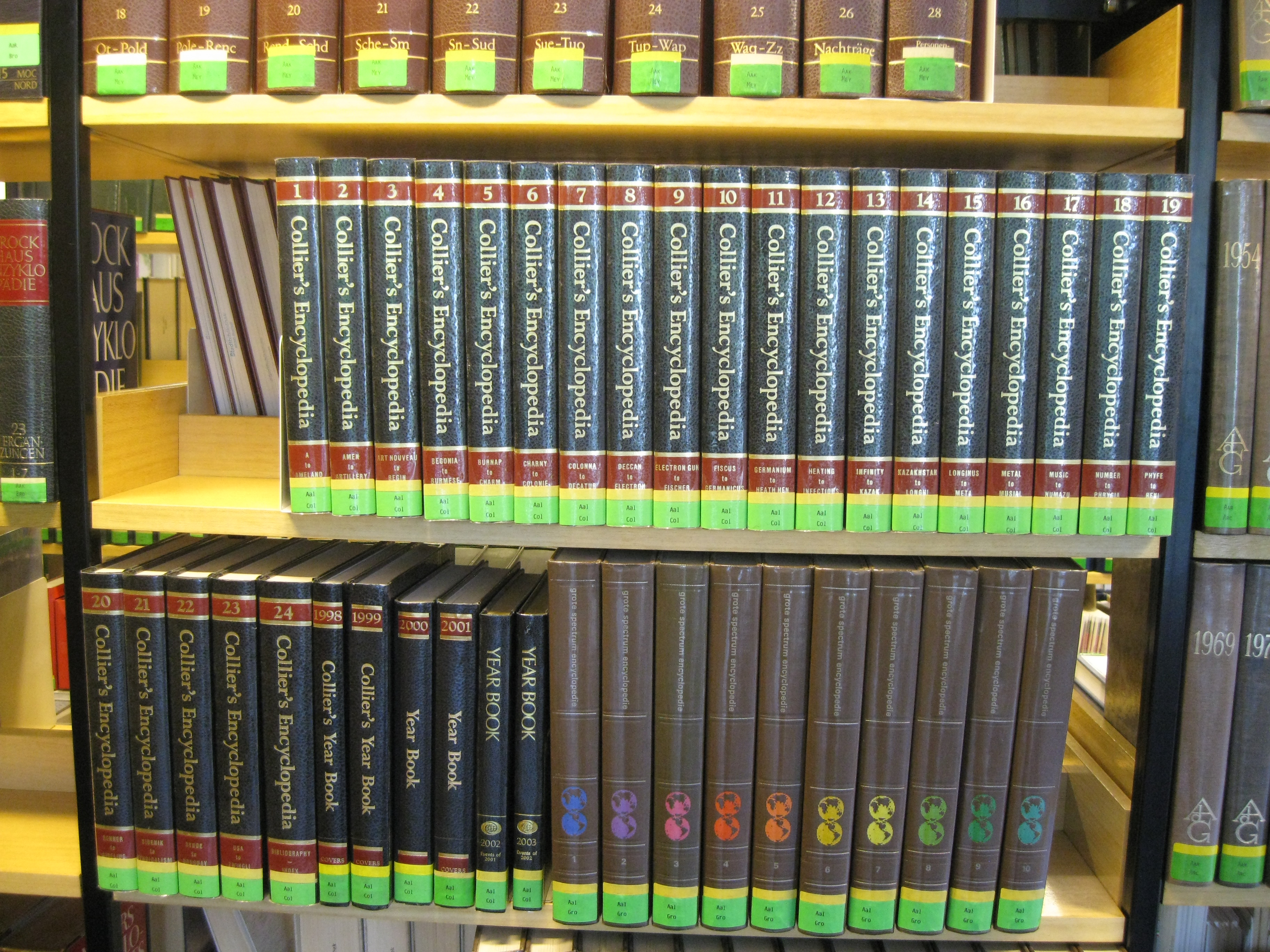
Die Enzyklopädie in einer deutschen Bibliothek, 2011

Collier’s Encyclopedia, der komplette Titel lautet Collier’s Encyclopedia with Bibliography and Index, ist eine Universalenzyklopädie in englischer Sprache. Sie gilt nach der Encyclopædia Britannica und der Encyclopedia Americana als bedeutende Sammlung des nach eigenen Angaben „für die Menschheit bedeutendsten Wissens“. Die erste Ausgabe erschien 1950/51 in 20 Bänden. Im Jahr 1998 erwarb Microsoft die Rechte der Online-Version und integrierte die Inhalte in die Microsoft Encarta.